# Paul Garelli
Paul Garelli   (Croydon, 23 d'abril de 1924 - Niça, 8 de juliol de 2006) va ser assiriòleg francès, director d'investigació al CNRS, professor a La Sorbona i a l'EPHE, membre de l'Acadèmia de les inscripcions i llengües antigues i professor del Collège de France.

## Joventut
Paul Garelli va néixer a Croydon, Londres. Va passar els seus primers anys a Suïssa i Istanbul, on el seu pare era director general del Banc otomà.

## Estudis
Va fer els seus estudis de postgrau a Ginebra i París. Va obtenir B.A. en economia i el 1951 el grau de l'École pratique des hautes études (secció d'estudis històrics i filològics).

## Carrera professional
Va tornar a l'EPHE l'any 1974 com a director d'estudis de la secció IV.
El 1958, Paul Garelli es va incorporar al Centre Nacional de la Recerca Científica on es va convertir en becari d'investigació el 1967 al capdavant de la secció d'Arqueologia i història dels països assirio-babilònics. Va formar part del Comitè Nacional del CNRS.
Doctor en Lletres (Història) l'any 1963, va ser professor a La Sorbona de 1967 a 1986. Va ser professor d'història dels pobles semites de l'Orient.
Paul Garelli va ser membre de la Société Asiatique (1972) i del Comitè internacional d'Ebla (Roma) (1977), i president del grup François Thureau-Dangin (1975).
El 1982, va ser elegit membre ordinari de l'Acadèmia de les inscripcions i llengües antigues i després, el 1986, professor d'assiriologia al Collège de France.

## Publicacions
- 1963: Les Assyriens en Cappadoce, Maisonneuve
- 1974: Les Empires Mésopotamie-Israël
- 1990: L'Assyriologie, PUF, col. Que sais-je?
- 1997-2002: Le Proche-Orient asiatique, PUF : volum 1, 1997, junt amb Jean-Marie Durand i Hatice Gonnet ; volume 2, 2002, junt amb André Lemaire